# گل گل، نیو ساوت ولز
گل گل (به انگلیسی: Gol Gol) یک شهرک در استرالیا است که در نیو ساوت ولز واقع شده‌است.